# Nők szépprózai díja
A Nők szépprózai díja (angol nyelven: Women's Prize for Fiction) – korábbi rövid neve: Orange Prize (1996–2012, magyarul: Orange-díj); Baileys Women's Prize for Fiction (2014–2017) – az Egyesült Királyság egyik legjelentősebb irodalmi díja, melyet bármely nemzetiségű nő kaphat angol nyelvű regényéért, melyet a szigetországban adtak ki a díj átadását megelőző egy évben.
Az irodalmi elismerés mellé 30 000£ értékű pénzdíj és egy bronzszobor jár, mely a Bessie becenévre hallgat.

## Díjazottak
- 1996: Helen Dunmore – A Spell of Winter
- 1997: Anne Michaels – Fugitive Pieces
- 1998: Carol Shields – Larry’s Party
- 1999: Suzanne Berne – A Crime in the Neighborhood
- 2000: Linda Grant – When I Lived in Modern Times
- 2001: Kate Grenville – The Idea of Perfection
- 2002: Ann Patchett – Bel Canto
- 2003: Valerie Martin – Property
- 2004: Andrea Levy – Small Island
- 2005: Lionel Shriver – We Need to Talk About Kevin
- 2006: Zadie Smith – On Beauty
- 2007: Chimamanda Ngozi Adichie – Half of a Yellow Sun
- 2008: Rose Tremain – The Road Home
- 2009: Marilynne Robinson – Home
- 2010: Barbara Kingsolver – The Lacuna
- 2011: Téa Obreht – The Tiger’s Wife
- 2012: Madeline Miller – The Song of Achilles
- 2013: A. M. Homes – May We Be Forgiven
- 2014: Elmear McBride – A Girl Is A Half-formed Thing
- 2015: Ali Smith – How to Be Both
- 2016: Lisa McInerney – The Glorious Heresies
- 2017: Naomi Alderman – The Power
- 2018: Kamila Shamsie – Home Fire
- 2019: Tayari Jones – An American Marriage
- 2020: Maggie O’Farrell – Hamnet
- 2021: Susanna Clarke – Piranesi[2]
- 2022: Ruth Ozeki – The Book of Form and Emptiness[3]
- 2023: Barbara Kingsolver: Demon Copperhead[4]

- 2024: V. V. Ganeshananthan – Brotherless Night[5]

## Lásd még
- Brit irodalmi díjak listája
- Irodalmi díjak listája
- Angol irodalom